# Asbecesta coerulescens
Asbecesta coerulescens es un coleóptero de la familia Chrysomelidae. Fue descrita científicamente por primera vez en 1906 por Weise.